# Дрохва чорноголова
Дрохва чорноголова (Neotis ludwigii) — вид птахів родини дрохвових (Otididae). Названий на честь німецького мецената барона фон Людвіга (1784—1847). Поширений в Анголі, Ботсвані, Лесото, Намібії та Південній Африці. Мешкає на напівпосушливих рівнинах.

## Опис
Цей вид дрохв важить від 3 до 7,3 кг. Самиці завдовжки від 76 до 85 см, самці — від 80 до 95 см. Дрохва чорноголова полює на великих комах (в основному сарану), а також живиться квітами і насінням.
Цей маловідомий вид наразі знаходиться під загрозою зникнення.